# Kathy Kirby

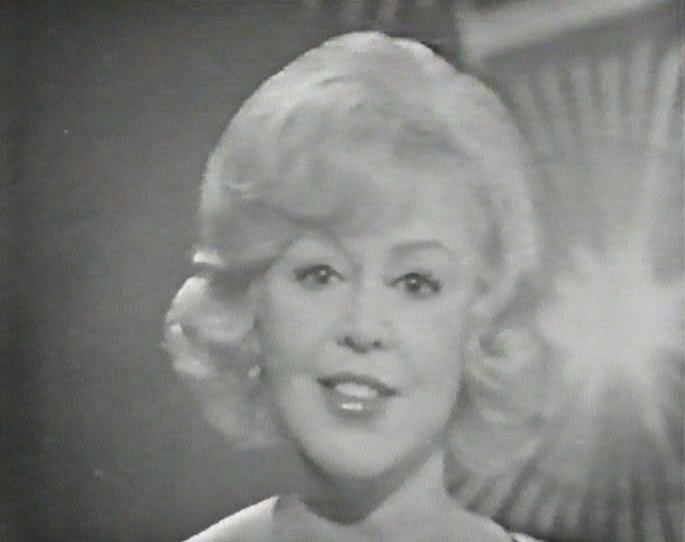
Kathy Kirby beim ESC 1965 in Neapel (1965)

Kathy Kirby (eigentlich Catherine Ethel O’Rourke; * 20. Oktober 1938 in Ilford, Essex, England; † 19. Mai 2011 in London, England) war eine britische Sängerin. Bekannt wurde sie in den 1960er Jahren in ihrem Heimatland mit verschiedenen Titeln sowie der Teilnahme am Eurovision Song Contest.

## Leben

### Früher Erfolg
Als ihre Sopranstimme in frühen Jahren erkennbar wurde, fasste Kathy Kirby den Entschluss, Opernsängerin zu werden. Nachdem sie 1956 im Ilford Palais den britischen Bandleader Bert Ambrose getroffen hatte, war der Grundstein für ihre Karriere gelegt. Sie schloss sich seiner Band an und sollte dort auch drei Jahre lang bleiben. Auch später noch war Ambrose Kirbys Manager und Mentor, bis er 1971 starb.
Im Laufe der Jahre wurde ihr Aussehen eines ihrer Markenzeichen; wegen ihrer blondierten Haare und knallrot geschminkten Lippen wurde sie oft mit Marilyn Monroe verglichen, was ihr den Spitznamen „Blonde Bombshell“ einbrachte. Dass sie 1963 und 1964 vier Top 20 Hits in den britischen Charts hatte, verhalf ihr zu einem weiteren Spitznamen: „The Golden Girl of Pop“.
Kirby war zunächst bei Pye Records unter Vertrag, wo zwei erfolglose Singles erschienen, Love Can Be (1960) und Danny (1961). Danach wechselte sie zu Decca Records, wo sie bis 1967 blieb. Im Juli 1961 nahm sie an der dritten Ausgabe des Songfestivals von Knokke teil. Das britische Team gewann in diesem Jahr. Kirbys erste Decca-Single Big Man (1962) kam nicht in die Charts. Erst mit ihrer Neuauflage des Stücks Dance On! der Instrumentalband The Shadows gelang ihr im Herbst 1963 der Durchbruch. Die Single erreichte im September 1963 Platz 11 der britischen Single-Charts. Im gleichen Jahr trat Kirby regelmäßig in der Musik-Varietéshow Stars and Garters des britischen Fernsehsenders ATV auf, was sie einem größeren Publikum vorstellte (die Leser der britischen Zeitung Weekend wählten Stars and Garters zur besten TV-Show des Jahres 1963).
Dieser Erfolg führte zu ihrer eigenen BBC-Show, The Kathy Kirby Show (1964–1966), in der unter anderem Adam Faith, Tom Jones, Billy Fury und andere populäre britische Sänger der 1960er Jahre Gastauftritte hatten. Für jede Ausgabe erhielt Kirby 1000 Pfund Sterling, was sie zur damals bestbezahlten britischen Sängerin machte.
Im November 1963 erschien Kirbys erfolgreichste Single, eine Coverversion des Lieds Secret Love, das zehn Jahre zuvor ein Nr. 1-Hit für Doris Day gewesen war. Kirbys Version erreichte Platz 4 der britischen Single-Charts und Platz 1 in Australien. Ende 1963 erschien zudem ihr Debütalbum 16 Hits from Stars and Garters. Im Februar 1964 erreichte sie mit Let Me Go, Lover, das 1955 ein Hit für Ruby Murray gewesen war, Platz 10. Im Mai 1964 gewann Kirby in der Kategorie „Top British Female Singer of 1963“ der Musikzeitschrift New Musical Express; eine Auszeichnung, die im Jahr zuvor an Helen Shapiro gegangen war und die im nächsten Jahr an Dusty Springfield gehen würde. Im November desselben Jahres trat Kirby neben Cilla Black, Brenda Lee und den Bachelors bei der jährlichen Royal Variety Performance im London Palladium auf.

### Teilnahme am Eurovision Song Contest
1965 wurde Kathy Kirby von der BBC ausgewählt, Großbritannien beim Eurovision Song Contest zu vertreten. Wie in den 1960er und 1970er Jahren üblich, stellte die ausgewählte Kandidatin sechs Titel in einer Fernsehsendung namens A Song for Europe vor; anschließend wurden die Zuschauer aufgefordert, per Postkarte über den Sieger abzustimmen. Alle sechs Titel wurden zudem von Kathy Kirby im Londoner Decca-Studio aufgenommen und am 27. Februar 1965 zusammen auf einer EP unter dem Titel „A Song for Europe“ veröffentlicht (die EP erreichte Platz 9 der UK EP Top 20 Charts). I Belong (komponiert von Daniel Boone unter dem Alias Peter Lee Sterling, getextet von Phil Peters) war der klare Sieger der Vorentscheidung.

### Alle Titel mit Ergebnis
| Nr. | Titel               | Postkarten | Platz |
| --- | ------------------- | ---------- | ----- |
| 1.  | I’ll Try Not to Cry | 96.252     | 2     |
| 2.  | Sometimes           | ?          | 6     |
| 3.  | My Only Love        | 61.993     | 3     |
| 4.  | I Won’t Let You Go  | ?          | 5     |
| 5.  | One Day             | ?          | 4     |
| 6.  | I Belong            | 110.945    | 1     |

Beim Contest in Neapel am 20. März 1965 erreichte Kathy Kirby einen zweiten Platz hinter der Vertreterin für Luxemburg France Gall mit 26 Punkten. Bemerkenswerterweise war dies die beste Platzierung, die je ein Teilnehmer von der Startnummer zwei aus erreichen konnte. Außerdem nahm sie im Gedenken an das Gastgeberland Italien eine italienische Fassung ihres Beitrages mit dem Titel Tu sei con me auf. I Belong war Kirbys letzte Single, die die britischen Verkaufscharts erreichte (Nr. 36).
Das viertplatzierte Stück One Day, komponiert von Chris Andrews, wurde im gleichen Jahr von Andrews’ Schützling Sandie Shaw für ihr zweites Album Me aufgenommen (Shaw war 1967 die erste britische ESC-Gewinnerin). My Only Love stammte aus der Feder von Tom Springfield, I Won't Let You Go war eine Komposition von Tony Hatch, Sometimes war ein Beitrag von Leslie Bricusse und I'll Try Not to Cry stammte von Les Reed und Barry Mason.

### Spätere Jahre
Im Mai 1965 trat Kathy Kirby in den USA in der The Ed Sullivan Show auf, eine seltene Ehre für eine britische Sängerin. Im Sommer desselben Jahres hatte sie mit The Way of Love den einzigen Charterfolg ihrer Karriere in den amerikanischen Billboard-Charts. Es handelte sich um eine Komposition von Jacques Diéval, die ursprünglich mit dem Titel J'ai le mal de toi für die französische Teilnahme am Eurovision Song Contest 1960 gedacht gewesen und von Al Stillman mit einem neuen, englischen Text versehen worden war. Das Stück wurde 1966 von Dalida, 1968 von Françoise Hardy und 1971 von Cher für ihr Album Gypsys, Tramps & Thieves gecovert.
1966 sang Kirby die Titelmelodie für die britische Abenteuerserie Adam Adamant Lives!. 1967 wechselte sie nach fünf erfolgreichen Jahren bei Decca zu Columbia Records, wo 1968 ihr drittes Studioalbum My Thanks to You erschien. Zwischen 1967 und 1973 nahm sie zwölf weitere Singles auf, darunter Coverversionen von Frank Sinatras My Way, Rod McKuens I'll Catch the Sun und Peggy Lees Is That All There Is?, die jedoch nicht an frühere Erfolge anknüpfen konnten. In den 1970er Jahren hatte sie noch diverse Fernsehauftritte.
1971 starb Kirby Förderer Bert Ambrose, was sich negativ auf ihre Karriere auswirkte. In den 1970er Jahren wurden finanzielle und gesundheitliche Probleme, ein Selbstmordversuch und ein Aufenthalt in einer psychiatrischen Klinik bekannt, was sie jedoch nicht von Auftritten im Fernsehen und zwei weiteren Singles bei unterschiedlichen Labels abhielt. Eine Ehe mit einem ehemaligen Londoner Polizisten endete früh in einer Scheidung. In den frühen 1980er Jahren trat sie noch einmal mit einer Coverversion des Charles-Aznavour-Songs She und damit einhergehenden Interviews und Fernsehauftritten in Erscheinung. Danach gab sie ihren Rückzug aus dem Showgeschäft bekannt und lebte bis zu ihrem Tod 2011 zurückgezogen in London. Mehrere lukrative Comeback-Angebote lehnte sie ab. Kirby war kinderlos. Ihre Nichte Sarah Jane Clemence ist seit 2008 mit Mark Thatcher verheiratet.
2005 kam Kathy Kirby nochmals öffentlich ins Gespräch, als ihre Biografie Secrets, Loves and Lip Gloss zusammen mit ihrer offiziellen Website, die unter dem Motto My Thanks to You steht, veröffentlicht wurde.

## Diskografie

### Studioalben
Alle Studioalben wurden von Peter Sullivan produziert. Das Album Secret Love erschien 1963 nur in Südafrika. Des Weiteren sind diverse EPs, CDs und Compilations erschienen.

| Jahr | Titel                          | Höchstplatzierung, Gesamtwochen, AuszeichnungChartsChartplatzierungen (Jahr, Titel, Platzierungen, Wochen, Auszeichnungen, Anmerkungen) | Anmerkungen                |
| Jahr | Titel                          | UK | Anmerkungen                |
| ---- | ------------------------------ | --- | -------------------------- |
| 1963 | 16 Hits from Stars and Garters | UK11 (8 Wo.)UK | Erstveröffentlichung: 1963 |

Weitere Studioalben
- 1965: Make Someone Happy
- 1968: My Thanks to You

### Singles
| Jahr | Titel Album        | Höchstplatzierung, Gesamtwochen, AuszeichnungChartplatzierungen (Jahr, Titel, Album, Platzierungen, Wochen, Auszeichnungen, Anmerkungen) | Höchstplatzierung, Gesamtwochen, AuszeichnungChartplatzierungen (Jahr, Titel, Album, Platzierungen, Wochen, Auszeichnungen, Anmerkungen) | Anmerkungen                                                      |
| Jahr | Titel Album        | UK | US | Anmerkungen                                                      |
| ---- | ------------------ | --- | --- | ---------------------------------------------------------------- |
| 1963 | Dance On –         | UK11 (3 Wo.)UK | — | Erstveröffentlichung: 1963 B-Seite: Playboy                      |
| 1963 | Secret Love –      | UK4 (18 Wo.)UK | — | Erstveröffentlichung: 1963 B-Seite: You Have to Want to Love Him |
| 1964 | Let Me Go, Lover – | UK10 (11 Wo.)UK | — | Erstveröffentlichung: 1964 B-Seite: The Sweetest Sounds          |
| 1964 | You’re the One –   | UK17 (9 Wo.)UK | — | Erstveröffentlichung: 1964 B-Seite: Love Me Baby                 |
| 1965 | I Belong –         | UK36 (3 Wo.)UK | — | Erstveröffentlichung: 1965 B-Seite: I’ll Try Not to Cry          |
| 1965 | The Way of Love –  | — | US88 (3 Wo.)US | Erstveröffentlichung: 1965 B-Seite: Oh Darling, How I Miss You   |

Weitere Singles
- 1960: Love Can Be / Crush Me
- 1961: Danny / Now You’re Crying
- 1962: Big Man / Slowly
- 1964: Don’t Walk Away / No Regrets
- 1965: Where in the World / That Wonderful Feeling of Love
- 1966: Spanish Flea / Till the End of Time
- 1966: Adam Adamant Theme / Will I Never Learn
- 1967: No One’s Gonna Hurt You / My Yiddishe Momme
- 1967: In All the World / Time
- 1967: Turn Around / Golden Days
- 1968: I Almost Called Your Name / Let the Music Start
- 1968: Come Back Here with My Heart / Antonio
- 1969: I’ll Catch the Sun / Please Help me, I’m Falling
- 1969: Is That All There Is? / Knowing When to Leave
- 1970: My Way / Little Green Apples
- 1970: Wheel of Fortune / Lucky
- 1971: So Here I Go / Yes – I’ve Got
- 1972: Do You Really Have a Heart / Dream on, Dreamer
- 1973: Here, There and Everywhere / Little Song for You
- 1973: Singer With the Band / Hello Morning
- 1976: My Prayer / Nobody Loves Me Like You Do
- 1981: He / Nobody Loves Me Like You Do